# Поповское сельское поселение (Бавлинский район)
Поповское се́льское поселе́ние — муниципальное образование в Бавлинском районе Татарстана Российской Федерации.
Административный центр — село Поповка.

## История
Статус и границы сельского поселения установлены Законом Республики Татарстан от 31 января 2005 года № 16-ЗРТ «Об установлении границ территорий и статусе муниципального образования "Бавлинский муниципальный район" и муниципальных образований в его составе».

## Население
| 2010 | 2011  | 2012  | 2013  | 2014  | 2015  | 2016 |
| ---- | ----- | ----- | ----- | ----- | ----- | ---- |
| 1067 | ↘1063 | ↘1033 | ↘1016 | ↗1021 | ↘1004 | ↘969 |
| 2017 | 2018  |       |       |       |       |      |
| ↘948 | ↘925  |       |       |       |       |      |

## Состав сельского поселения
| № | Населённый пункт  | Тип населённого пункта       | Население |
| - | ----------------- | ---------------------------- | --------- |
| 1 | Верхняя Фоминовка | село                         |           |
| 2 | Поповка           | село, административный центр |           |